# (10916) Okina-Ouna
(10916) Okina-Ouna – planetoida z pasa głównego asteroid okrążająca Słońce w ciągu 4 lat i 54 dni w średniej odległości 2,88 au Została odkryta 31 grudnia 1997 roku w obserwatorium w Chichibu przez Naoto Satō. Nazwa planetoidy pochodzi od Okiny i Ouny, dwóch małych sond księżycowych opracowanych przez JAXA. Przed nadaniem nazwy planetoida nosiła oznaczenie tymczasowe (10916) 1997 YB17.